# Gibraltar Amateur Athletic Association
La Federazione Gibilterriana di atletica leggera (In inglese Gibraltar Amateur Athletic Association, GAAA) è una federazione sportiva che ha il compito di promuovere la pratica dell'atletica leggera e coordinarne le attività dilettantistiche ed agonistiche in Gibilterra. 

## Storia
Fu fondata ad Gibilterra nel 1954.

## Competizioni internazionali
- Campionati del mondo di atletica leggera
- Campionati europei di atletica leggera
- Campionati dei piccoli stati d'Europa di atletica leggera
- Giochi delle isole (COJI)

## Record nazionali
- Record gibilterriani di atletica leggera